# Lisa Tønne
Lisa Foruzan Tønne (persiska: فروزان), född 21 december 1977 i Teheran, Iran, är en persisk-norsk stand-up komiker och skådespelerska. 

## Biografi
Hon vann priset "Årets nykomling" vid Norwegian Comedy Awards år 2002. Hon har även arbetat som skådespelare och programledare i TVNorge. Mellan åren spelade hon "Solfrid" i komedin Seks som oss. Hon har även gjort solo-standupshow som rollfiguren "Ali Reza". 
Tønne uppträdde vid julshowen Julelatter 2007 med komikerna Johan Golden, Dagfinn Lyngbø och Dag Sørås.
Lisa Tønne adopterades 1977 från Iran och växte upp i Trondheim. Hon gifte sig 2007 med programledaren Kyrre Holm Johannessen och skilde sig 2017. Paret har två barn.

## Priser
- 2002 - "Årets nykommer" vid Komiprisen
- 2005 - "Årets kvinnelige artist, revy og komedie" vid Komiprisen